# Momentos intimos
Momentos intimos è un album di raccolta postumo della cantante statunitense Selena, pubblicato nel 2004.

## Tracce
1. Amor prohibido
2. Missing My Baby
3. Fotos y recuerdos
4. Dreaming of You
5. Buenos amigos
6. I'm Getting Used to You
7. Donde quiera que estés
8. Only Love
9. Tú sólo tú
10. I Could Fall in Love
11. Si una vez
12. Where Did the Feeling Go? (Russell Hitchcock cover)
13. No me queda más
14. Como te quiero yo a ti - (Re-recorded)
15. No llores mas corazon - (Re-recorded)
16. Puede ser (Previously unreleased)
17. Spoken Liner Notes (Bonus track)
18. Spoken Liner Notes By The Band & Family